# Юрасова, Вера Евгеньевна
Ве́ра Евге́ньевна Юра́сова (4 августа 1928, Москва — 11 января 2023) — советский и российский физик, известный своими трудами в области радиационной физики твёрдого тела, физической электроники, доктор физико-математических наук.

## Биография
Отец — Е. В. Юрасов (1896—1968) — был заведующим кафедрой авиационной радиосвязи Военно-воздушной инженерной академии им. Н. Е. Жуковского.
В 1946—1951 годах Юрасова обучалась на физическом факультете МГУ им. М. В. Ломоносова. Дипломную работу: «Движение и фокусировка частиц в трохотроне» выполняла в Институте автоматики и телемеханики АН СССР под руководством Д. В. Зёрнова. В 1952 году была зачислена на работу в МГУ на кафедру электронной оптики физического факультета.
В 1958 году защитила кандидатскую диссертацию «О процессах при катодном распылении металлических моно- и поликристаллов» (руководитель — профессор Г. В. Спивак); в 1975 году — докторскую диссертацию — «Эмиссия атомных частиц при ионной бомбардировке монокристаллов».
В начале научных исследований неоднократно обсуждала свои результаты с учёными, работающими в то время на физфаке МГУ — А. В. Шубниковым, С. А. Векшинским, Л. А. Арцимовичем, которых, наравне с Г. В. Спиваком, считает своими учителями. В дальнейшем наиболее тесный научный контакт имела с известным физиком-теоретиком О. Б. Фирсовым, с которым её связывали также дружеские отношения и деятельность в Совете по физике плазмы АН СССР.
Скончалась в 2023 году.

### Личная жизнь
Муж — А. С. Горшков (1928—1997), доктор физико-математических наук.

## Научная и преподавательская деятельность
- Учебная работа в МГУ: спецкурсы «Электронно-оптические приборы», «Взаимодействие ионов с поверхностью», «Диагностика поверхности ионными пучками». Руководитель Всесоюзного, а затем Российского семинара по фундаментальным и прикладным проблемам взаимодействия ионов с поверхностью, специального семинара для аспирантов и студентов по распылению и ионной эмиссии.
- Подготовила 32 кандидата и 10 докторов наук.
- В. Е. Юрасова — создатель научной школы по взаимодействию атомных частиц с твёрдым телом, обладающий широкой известностью как в нашей стране, так и за рубежом. Основные направления научной деятельности: физическая электроника, радиационная физика твёрдого тела, диагностика поверхности ионными пучками, математическое моделирование взаимодействия ионов с поверхностью.
- Ею открыта анизотропия распыления монокристаллов (в области энергий ионов от единиц[2] до десятков кэВ) и анизотропия отражения ионов.
- Установлен квантовый эффект в распылении: показано влияние ориентации спинов на эмиссию частиц из ферромагнетика.
- Обнаружены осцилляции в энергетическом спектре вторичных возбужденных ионов, указывающие на квантовую интерференцию различных состояний ионов и мишени и открывающие новый экспериментальный метод определения электронной структуры поверхности.
- Экспериментально и моделированием на ЭВМ впервые исследованы особенности распыления монокристаллов двойных соединений и установлена анизотропия распыления по направлению и по составу.
- Изучена радиационная стойкость ряда соединений, используемых для упрочняющих покрытий и источников света повышенной яркости.
- Разработана методика и созданы первые в нашей стране промышленные установки для выявления структуры поверхности при ионной бомбардировке.
- Установлен метод определения температуры Кюри ферромагнитных образцов, авторское свидетельство № 721787 от 21.11.1979, заявка № 2541480/18-21 от 09.11.1977.
- Предложен способ визуализации областей деформации, скрытых под поверхностью твердого тела, патент № 2578124 от 20.02.2016 с приоритетом от 06.08.2014.

Эти и другие, полученные ею научные результаты, широко цитируются в научных статьях и монографиях:
- Н. В. Плешивцев. Катодное распыление. — М.: Атомиздат, 1963. — 344 с.
- R. Behrisch. Sputtering by Particle Bombardment, II. — Berlin, Heidelberg, New York: Springer-Verlag, 1983. — 484 pp.
- Behrisch R., Eckstein W. (editors). Sputtering by Particle Bombardment, IV. — Berlin, Heidelberg: Springer-Verlag, 2007. — 507 pp.

### Участие в советах
- Член редакционной коллегии международного журнала «Vacuum» издательства Elsevier (с 1991).
- Член Совета по физической электронике АН (с 1964), Совета по физике плазмы АН (c 1965) — заместитель председателя секции взаимодействия плазмы с поверхностью, Экспертного совета по физике плазмы Министерства образования (1988) и Министерства науки и техники (1989), Российского физического общества (c 1991), Российского вакуумного общества (1992). Член ряда советов по научным программам. Представитель СССР, а затем России, в программных комитетах международных конференций, в том числе International Conference on «Interaction of Atomic Particles with Solids» (c 1965) и др. Заместитель председателя организационного и председатель программного комитета регулярно действующей Международной конференции «Взаимодействие ионов с поверхностью» (с 1972).
- Учёный член International Bohmische Physical Society (с 1992), International Union for Vacuum Science, Technique and Application — IUVSTA (с 1992).

## Награды
- Награждена премией им. С. И. Вавилова за «Установку по выявлению структуры металлов, полупроводников и диэлектриков ионной бомбардировкой» (1962)
- Награждена премией Министерства высшего образования СССР за лучшую научную работу года (1982; 1986).
- Имеет серебряную медаль ВДНХ СССР за «Установку для ионного травления УИТ-I» (1960), медали Международных выставок в Рио-де-Жанейро (1961) и Лондоне (1962) за «Первые промышленные приборы по выявлению структуры вещества ионной бомбардировкой».
- Награждена в 1981 году, совместно с известным американским физиком Готтфридом Венером (Gottfried Wehner), премией корпорации «Physical Electronics Industries Inc.» за пионерские работы по распылению твердых тел ионной бомбардировкой («For pioneering work in sputtering» — to the «Mother of Sputtering» and to the «Father of Sputtering»).
- Получила звание «Всемирно известный учёный года»-2001 (International Scientist of the Year — for 2001) Международного биографического центра Кембриджа в Англии (International Biographical Center, Cambridge England, IBC). Её биография помещена в биографическом справочнике «Известные русские» (М.: Астрея, 2000), в международном биографическом справочнике «Кто есть кто в науке и технике» за 2001 и 2006 годы (Who’s Who in Science and Engineering, Marquis Who’s Who, USA).

### Основные работы

#### Книги
- Юрасова В. Е., Спивак Г. В., Крохина А. И. Современная электронная микроскопия. — М: НТО им. А. С. Попова, 1965.
- Габович М. Д., Гусева М. И., Юрасова В. Е. Ионная физика и технология. — Киев: ИФ, 1990. — 61 с.
- Юрасова В. Е. Взаимодействие ионов с поверхностью. — М: ПримаВ, 1999. — 640 с.
- Толпин К. А., Толпина М. Ю., Широчин Л. Д., Юрасова В. Е. Методы численного расчета взаимодействия ионов с поверхностью. — М.: «Горная книга», 2009. — 65 с.

#### Статьи
- «Современные теории катодного распыления и микрорельеф распыляемой поверхности металла» (ЖТФ, 1958 ,28, 1966—1970)
- «О направленном выходе частиц при распылении монокристалла меди пучками ионов с энергией до 50 кэВ» (ЖЭТФ, 1959, 37, 966—971)
- «Анизотропия отражения ионов аргона от монокристалла» (ЖЭТФ, 1964, 47, 473—475)
- «Directional emission of charged particles from a single crystal under ion bombardment» (Phys. Stat. Sol., 1966, 17, k187—k190)
- «Изменение распыления монокристалла при переходе через точку Кюри» (Письма в ЖЭТФ, 1975, 21, 197—199)
- «Formation of cones during sputtering» (Rad. Eff., 1976, 27, 237—244)
- «Emission of secondary particles during ion bombardment of metals in the phase transition region», Part1: Sputtering (Vacuum, 1983, 33, 565—578), Part2: Charged-particle and photon emission (Vacuum, 1986, 36, 435—458)
- «Quasiresonance processes in the emission of excited secondary silicon ions» (NIMB,1988, 33, 547—550)
- «Оже-электронная эмиссия из ферромагнитных сплавов» (Известия АН, сер. физ., 2006, 70, 889—893)
- Spatial and energy distributions of particles sputtered from NiPd single crystals, Vacuum, 84 (2009) № 3, 369—377
- Вторичная эмиссия ионов углерода из нанокристаллитов графита, Поверхность — рентгеновские, синхротронные и нейтронные исследования, № 1 (2010) 72—77
- Структурные эффекты во вторичной ионной эмиссии металлов и сплавов, Поверхность — рентгеновские, синхротронные и нейтронные исследования, № 5 (2011) 63—83
- Secondary particle emission from ferromagnetic compound, JETP. 116. No2 (2013) 186—196
- «Ion-Surface Intertaction» (Edotorrial, Vacuum. Plasma, Surface and Materials Sciense 2014, 105, 694 «Simulation of sputtering of deformed regions in binary alloy crystals», (Vacuum. Plasma, Surface and Materials Scienсe 2014, 105, 74—79
- «Secondary particle emission from sapphire single crystal», NIMB, 2015, 354, 159—162
- «Анизотропия распыления монокристалла сапфира», ЖЭТФ, 2015, 148, 258—265
- «The feature of secondary ion emission at various temperature of irradiated single crystal» Surface Investigation, X-ray, Synchrotron and Neutron Techniques, 2015, 9, 1107—1115
- «Secondary electron emission and charging characteristics of ion-irradiated sapphire» (Vacuum, 2016, 120, 142—147)

Автор более 500 научных работ, ряд из которых выполнен в соавторстве с ее учениками.
Автор статей в Большой советской энциклопедии, в Физическом энциклопедическом справочнике.
Редактор перевода на русский язык ряда книг по радиационной физике твёрдого тела. Имеет 10 авторских свидетельств на изобретения.